# کولبون، شیلی
کولبون، شیلی (به اسپانیایی: Colbún) یک سکونتگاه مسکونی در شیلی است که در استان لینارس واقع شده‌است.

## خصوصیات
کولبون ۲٬۸۹۹٫۹ کیلومترمربع مساحت و ۱۷٬۶۱۹ نفر جمعیت دارد.